# Кубок Фінляндії з футболу 2015
Кубок Фінляндії з футболу 2015 — 61-й розіграш кубкового футбольного турніру в Фінляндії. Титул вперше здобув Марієгамн.

## Календар
| Раунд           | Дата                        |
| --------------- | --------------------------- |
| Перший раунд    | 11 січня - 1 лютого 2015    |
| Другий раунд    | 18 січня - 27 лютого 2015   |
| Третій раунд    | 17 лютого - 9 березня 2015  |
| Четвертий раунд | 13 березня - 22 квітня 2015 |
| 1/16 фіналу     | 27 березня - 4 квітня 2015  |
| 1/8 фіналу      | 15/16 квітня 2015           |
| Чвертьфінали    | 26 квітня 2015              |
| Півфінали       | 15 серпня 2015              |
| Фінал           | 26 вересня 2015             |

## 1/16 фіналу
| Команда 1                | Рахунок          | Команда 2           |
| ------------------------ | ---------------- | ------------------- |
| 27 березня 2015          |                  |                     |
| Вікінг (4)               | 1 – 7            | ПК-35 Вантаа (2)    |
| 28 березня 2015          |                  |                     |
| МПС (4)                  | 0 – 2            | Лахті               |
| Каяані Гака (4)          | 0 – 5            | КПВ (3)             |
| МуСа (3)                 | 1 – 1 (3-0 пен.) | Екенес (2)          |
| 29 березня 2015          |                  |                     |
| Міккелі (2)              | 1 – 2 (д.ч.)     | Кескі-Уусімаа (3)   |
| ЕсПа (4)                 | 0 – 5            | Марієгамн           |
| 1 квітня 2015            |                  |                     |
| Ювяскюля (2)             | 0 – 1            | Паллосеура Кемі (2) |
| Гністан (3)              | 1 – 2            | БК-46 (3)           |
| 2 квітня 2015            |                  |                     |
| ТПС (2)                  | 1 – 3            | Інтер (Турку)       |
| Гака (2)                 | 3 – 2            | Гонка (3)           |
| АС Оулу (2)              | 2 – 1            | ВПС                 |
| 4 квітня 2015            |                  |                     |
| Сейняйоен Ялкапаллокерго | 1 – 2            | КуПС                |

## 1/8 фіналу
| Команда 1         | Рахунок          | Команда 2           |
| ----------------- | ---------------- | ------------------- |
| 15 aprile 2015    |                  |                     |
| КуПС              | 2 – 1            | Лахті               |
| ПК-35 Вантаа (2)  | 1 – 2 (д.ч.)     | ГІК                 |
| 16 aprile 2015    |                  |                     |
| Ільвес            | 0 – 2            | Марієгамн           |
| КПВ (3)           | 0 – 2 (д.ч.)     | ГІФК                |
| АС Оулу (2)       | 3 – 3 (4-3 пен.) | Паллосеура Кемі (2) |
| Інтер (Турку)     | 7 – 3            | РоПС                |
| Гака (2)          | 2 – 2 (4-3 пен.) | МуСа (3)            |
| Кескі-Уусімаа (3) | 4 – 1 (д.ч.)     | БК-46 (3)           |

## Чвертьфінали
| Команда 1      | Рахунок | Команда 2         |
| -------------- | ------- | ----------------- |
| 26 квітня 2015 |         |                   |
| КуПС           | 4 – 0   | Кескі-Уусімаа (3) |
| Гака (2)       | 1 – 3   | ГІК               |
| ГІФК           | 0 – 2   | Інтер (Турку)     |
| Марієгамн      | 4 – 1   | АС Оулу (2)       |

## Півфінали
| Команда 1      | Рахунок          | Команда 2 |
| -------------- | ---------------- | --------- |
| 15 серпня 2015 |                  |           |
| Марієгамн      | 5 – 1            | ГІК       |
| Інтер (Турку)  | 1 – 1 (4-3 пен.) | КуПС      |

## Фінал
| 26 вересня 2015 |

| Марієгамн            | 2–1      | Інтер (Турку) |
| -------------------- | -------- | ------------- |
| 45', 58' Дієго Ассіс | Протокол | 87' Гуй Набую |

| «Тегтаан Кентта», Валкеакоскі Глядачів: 3017 Арбітр: Денис Антамо |